# Bagarre paysanne
Bagarre paysanne (en néerlandais Boerenvechtpartij) ou Paysans se disputant est un tableau de petit format du peintre flamand Adriaen Brouwer. Réalisé vers 1625-1626 sur panneau de bois, il est conservé au Mauritshuis de La Haye.

## Description
Il représente une scène de village avec au premier plan plusieurs villageois qui se disputent. Les cartes à jouer qui tombent suggèrent que la dispute porte sur un jeu de cartes devenu incontrôlable. Deux paysans ont déjà dégainé leur épée. Quelques femmes tentent de les arrêter. Derrière, un agriculteur tire une femme par les cheveux. Tout à droite, un chien chevauche un cochon. En arrière-plan, un groupe de paysans, dont l'un défèque et l'autre vomit.
Par son sujet et son style, le tableau est conforme à l'œuvre du peintre du XVIe siècle Pieter Brueghel l'Ancien, encore très populaire au début du XVIIe siècle.

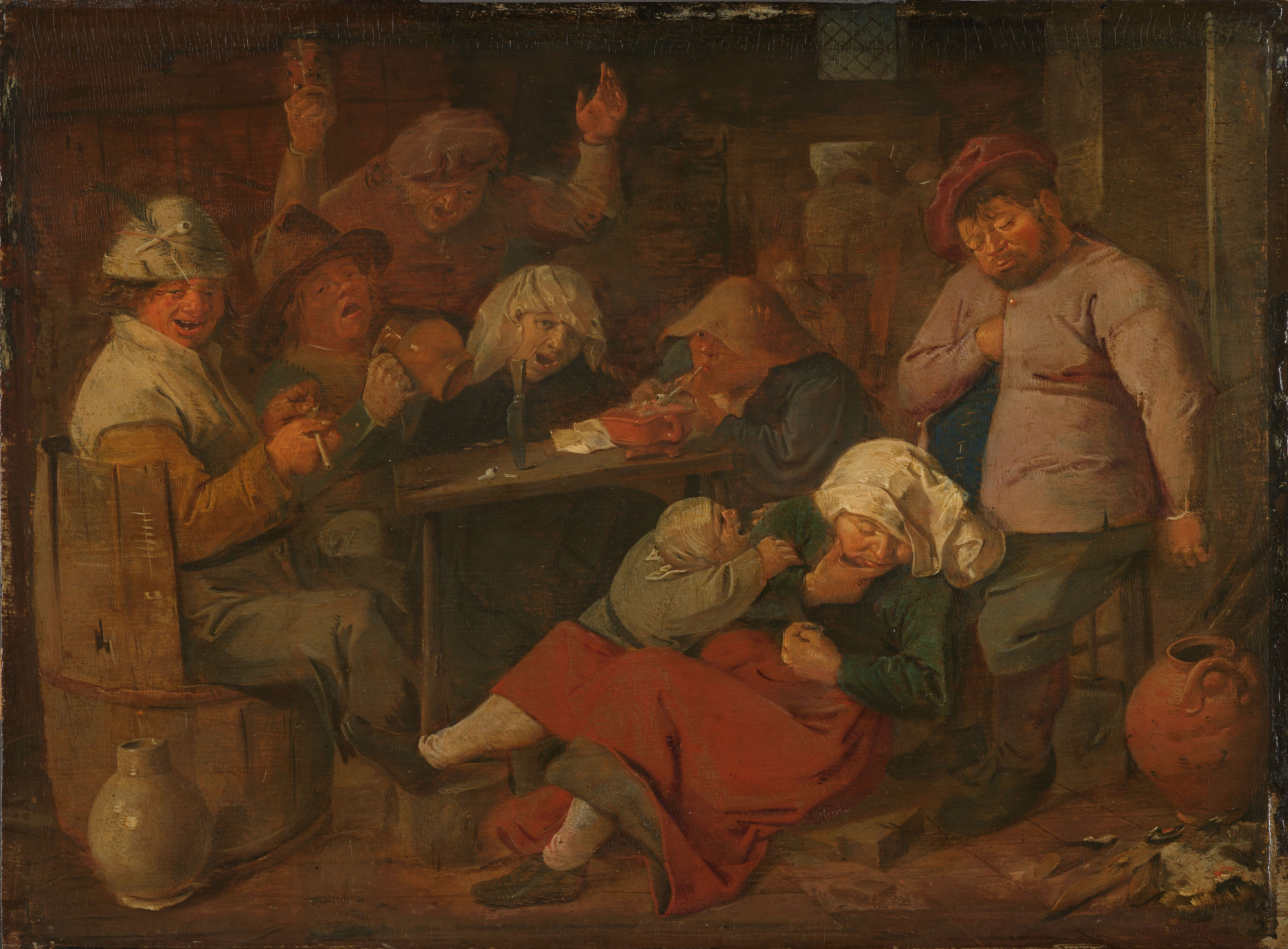
Adriaen Brouwer. Fête paysanne. Vers 1625-1626. Peinture à l'huile sur panneau. 19,5 × 26,5 cm. La Haye, Mauritshuis.

Il était auparavant considéré comme un pendant au tableau de Brouwer intitulé Fête paysanne. Cela peut être attribué à l'ancien propriétaire, Adriaan Leonard van Heteren, qui a acheté le Boerenvechtpartij lors de la vente de la collection de son oncle Willem Lormier le 4 juillet 1763, en supposant qu'il s'agissait du pendant au Boerendrinkpartij qu'il avait déjà en sa possession.

## Attribution et datation
Le tableau contient des traces du monogramme d'Adriaen Brouwer sur un morceau de bois en bas à droite. Cependant, dans le catalogue du musée du Rijksmuseum de 1858, le tableau, ainsi que son pendant, sont décrits comme une œuvre anonyme de l'école hollandaise. Cela a conduit le critique d'art Théophile Thoré-Burger à considérer les œuvres comme « simplement de misérables copies de l'école de Brueghel l'Ancien ». En 1873, l'historien de l'art allemand Wilhelm Adolf Schmidt écrivit que Thoré-Burger est ici très critique et exagère grandement. Dans le catalogue du musée du Rijksmuseum de 1872, les deux œuvres se retrouvent sous le nom de Brouwer.

## Origine
L'œuvre a été repérée pour la première fois lors de la vente aux enchères de Thomas de Fraula le 21 juillet 1738 à Bruxelles. L'acheteur était le collectionneur d'art néerlandais Willem Lormier. Après sa mort, il fut vendu aux enchères à Adriaan Leonard van Heteren à La Haye pour 60 florins le 4 juillet 1763. Après sa mort, Van Heteren l'a légué à son fils, Adriaan Leonard van Heteren Gevers. Il vendit l'œuvre le 8 juin 1809 (comme pendant de la Fête paysanne) au Rijksmuseum avec 135 autres tableaux, connus sous le nom de Cabinet Van Heteren Gevers. En 1954, l'œuvre fut prêtée de manière permanente au Mauritshuis de La Haye.